# Forstoppelse
Forstoppelse, obstipation eller konstipation (af latin: constipatio) er en tilstand i fordøjelsessystemet, der indebærer hård afføring, der er vanskelig at komme af med. Tilstanden kan være ekstremt smertefuld og kan være begrundet i kost, mangel på væske eller motion, hormonforstyrrelser, anatomiske forhold eller medicinering. Mens forstoppelse i mange tilfælde er uskadelig, kan den i andre være et symptom på sygdom. 
Behandlingen sker ved afføringsmidler, ændring af kostvaner, og i sjældne tilfælde et kirurgisk indgreb.
Færre end 3 afføringer ugentligt, langvarige toiletbesøg med besværlighed og ømhed ved endetarmen og hård, knoldet afføring opfattes normalt som forstoppelse.